# Finn Kalvik

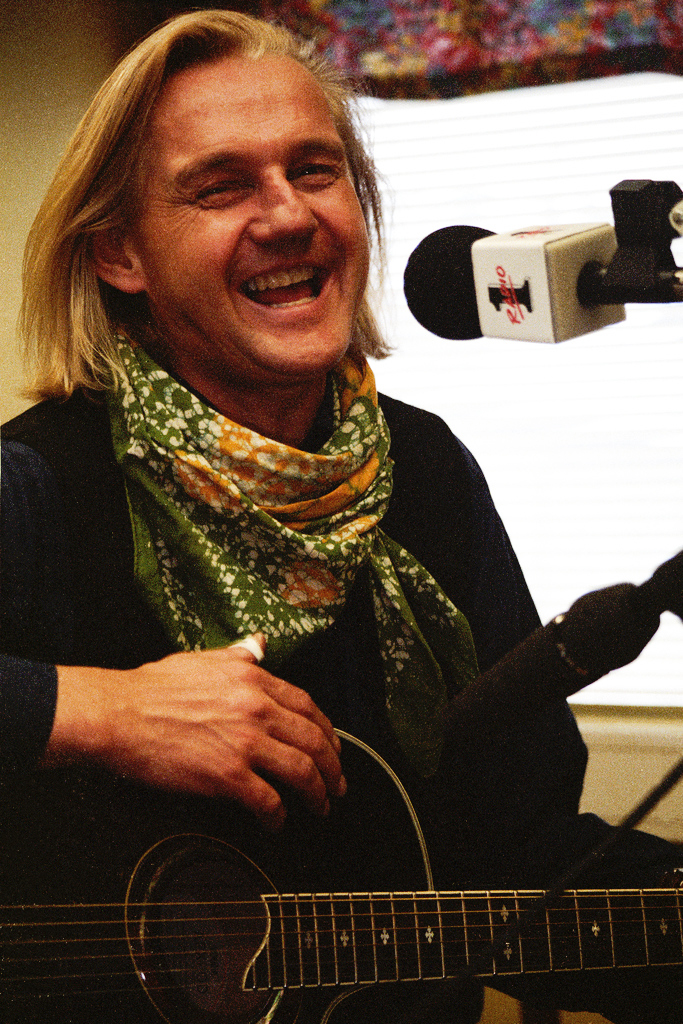
Finn Kalvik

Finn Kalvik (Fåvang, 30 april 1947) is een Noorse zanger en gitarist.
Met de ballad Aldri i livet (Nooit in mijn leven) won hij de Melodi Grand Prix in 1981 en mocht zo aantreden voor Noorwegen op het 1981 in Dublin. De zanger kreeg geen enkel punt voor zijn optreden, maar was ondanks dat nog succesvol in zijn thuisland.
Hij heeft onder meer de gedichten van de Noorse dichter André Bjerke op muziek gezet.

## Discografie
- Finne meg sjæl (1969)
- Fyll mine seil (1976)
- Kom ut kom fram (1979)
- Natt og Dag (1981)
- Det søte liv (1984)
- Livets lyse side (1988)
- Innsida ut (1991)
- I egne hender (1995)
- Imellom to evigheter (2000)
- Klassisk Kalvik (2002)

1960: Nora Brockstedt · 
1961: Nora Brockstedt · 
1962: Inger Jacobsen · 
1963: Anita Thallaug · 
1964: Arne Bendiksen · 
1965: Kirsti Sparboe · 
1966: Åse Kleveland · 
1967: Kirsti Sparboe · 
1968: Odd Børre · 
1969: Kirsti Sparboe · 
1971: Hanne Krogh · 
1972: Grethe Kausland & Benny Borg · 
1973: Bendik Singers · 
1974: Anne-Karine Strøm & Bendik Singers · 
1975: Ellen Nikolaysen · 
1976: Anne-Karine Strøm · 
1977: Anita Skorgan · 
1978: Jahn Teigen · 
1979: Anita Skorgan · 
1980: Sverre Kjelsberg & Mattis Hætta · 
1981: Finn Kalvik · 
1982: Jahn Teigen & Anita Skorgan · 
1983: Jahn Teigen · 
1984: Dollie de Luxe · 
1985: Bobbysocks · 
1986: Ketil Stokkan · 
1987: Kate Gulbrandsen · 
1988: Karoline Krüger · 
1989: Britt Synnøve Johansen · 
1990: Ketil Stokkan · 
1991: Just 4 Fun · 
1992: Merethe Trøan · 
1993: Silje Vige · 
1994: Elisabeth Andreassen & Jan Werner Danielsen · 
1995: Secret Garden · 
1996: Elisabeth Andreassen · 
1997: Tor Endresen · 
1998: Lars Fredriksen · 
1999: Stig Van Eijk · 
2000: Charmed · 
2001: Haldor Lægreid · 
2003: Jostein Hasselgård · 
2004: Knut Anders Sørum · 
2005: Wig Wam · 
2006: Christine Guldbrandsen · 
2007: Guri Schanke · 
2008: Maria Haukaas Storeng · 
2009: Alexander Rybak · 
2010: Didrik Solli-Tangen · 
2011: Stella Mwangi · 
2012: Tooji · 
2013: Margaret Berger · 
2014: Carl Espen · 
2015: Mørland & Debrah Scarlett · 
2016: Agnete · 
2017: JOWST feat. Aleksander Walmann · 
2018: Alexander Rybak · 
2019: KEiiNO · 
2021: Tix · 
2022: Subwoolfer · 
2023: Alessandra · 
2024: Gåte ·
2025: Kyle Alessandro
- Bibsys: 90060908
- Gemeinsame Normdatei: 143738119
- International Standard Name Identifier: 0000 0001 1810 5968
- Library of Congress Control Number: no2011035472
- MusicBrainz: aca11e0f-9169-4df4-846e-09eca4a0f222
- Virtual International Authority File: 169070138
- WorldCat: E39PBJdx3r4rHdyTDxtYdvx4bd